# Pachypodium densiflorum
Pachypodium densiflorum es una especie de subarbusto perteneciente al género Pachypodium, dentro de la familia Apocynaceae. Es endémica del centro de Madagascar.

## Descripción

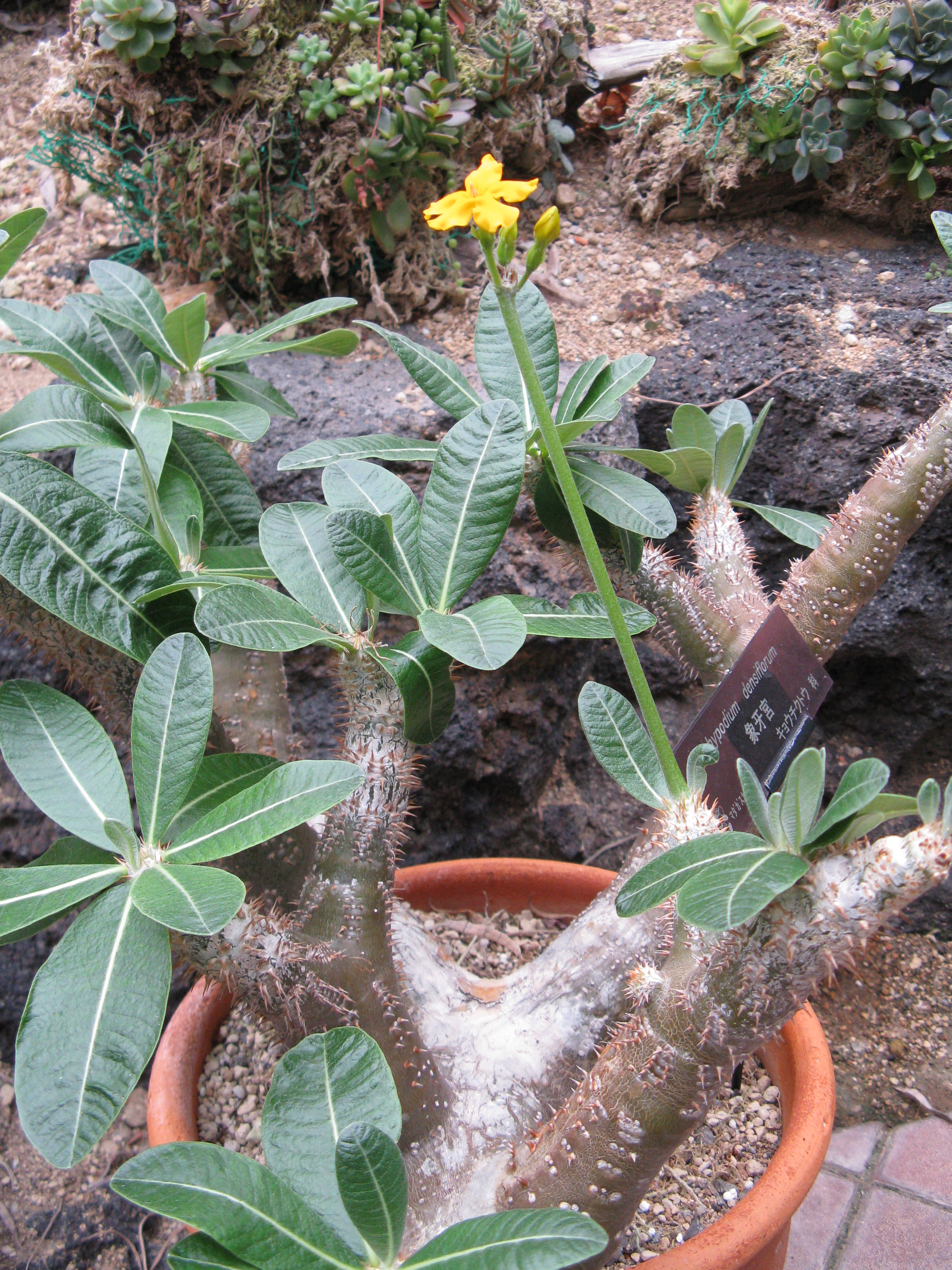
Detalle de las hojas

Pachypodium densiflorum es un subarbusto que presenta un tronco muy engrosado que alcanza una altura de 70 cm y un diámetro de 2 m. Del tronco emergen un gran número de ramas gruesas que se cubren densamente de espinas, las cuales presentan pelos finos de color blanco grisáceo. Las hojas llegan a medir hasta 10 cm de largo y 5 cm de ancho, y su envés es peludo.
Las flores se encuentran en grupos de hasta diez en unos tallos florales que llegan a medir de 25 a 40 cm de largo. Son de color amarillo intenso, aunque pueden ser de color blanco en las variedades cultivadas. Tienen un diámetro de 1,5 a 3 cm y en medio de los lóbulos extendidos de la corola se destacan claramente los estambres.

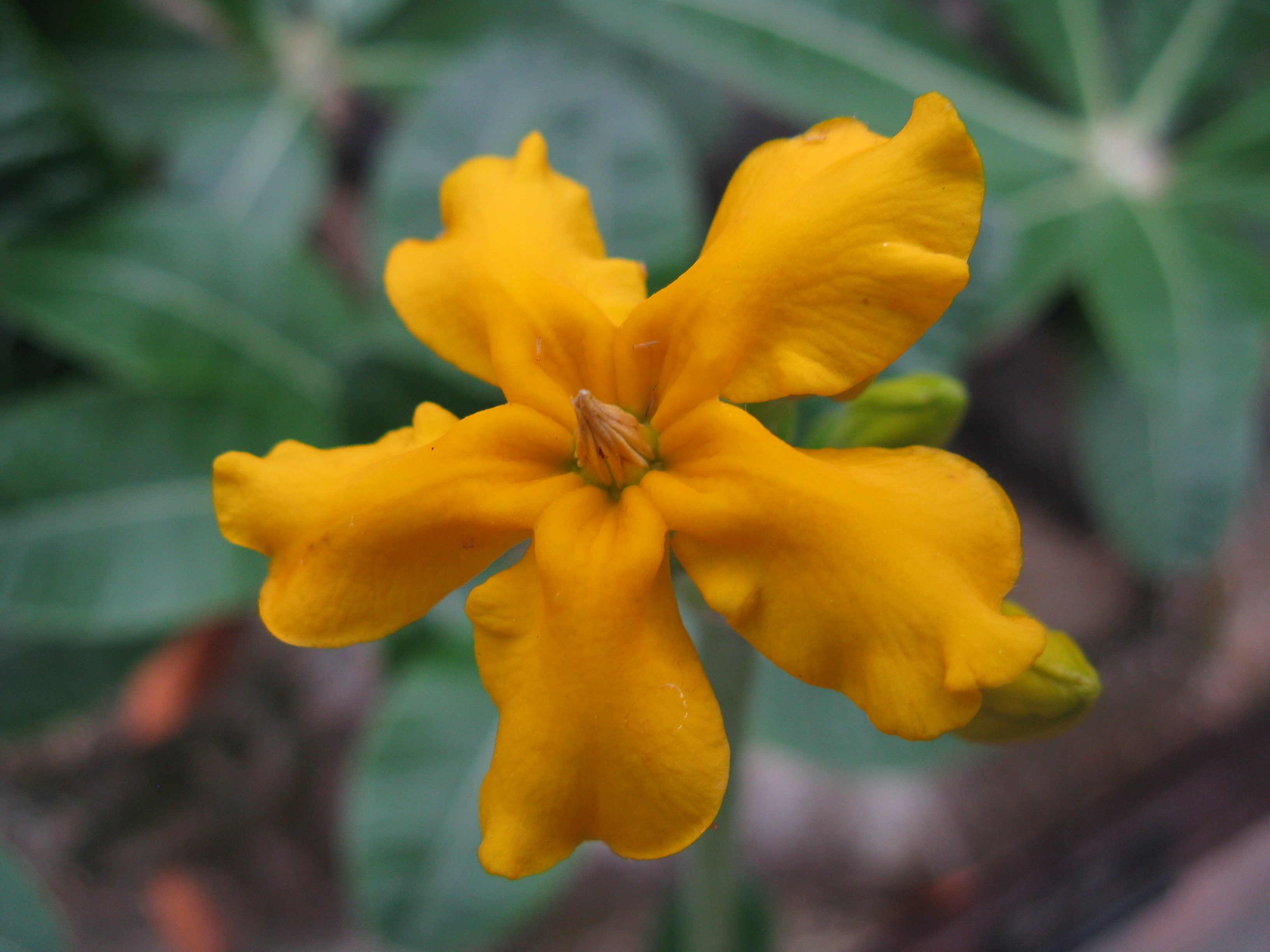
Detalle de la flor

Los frutos miden de 11 a 15 cm de largo y 8 mm de diámetro. Las semillas miden de 4 a 6 mm de largo.

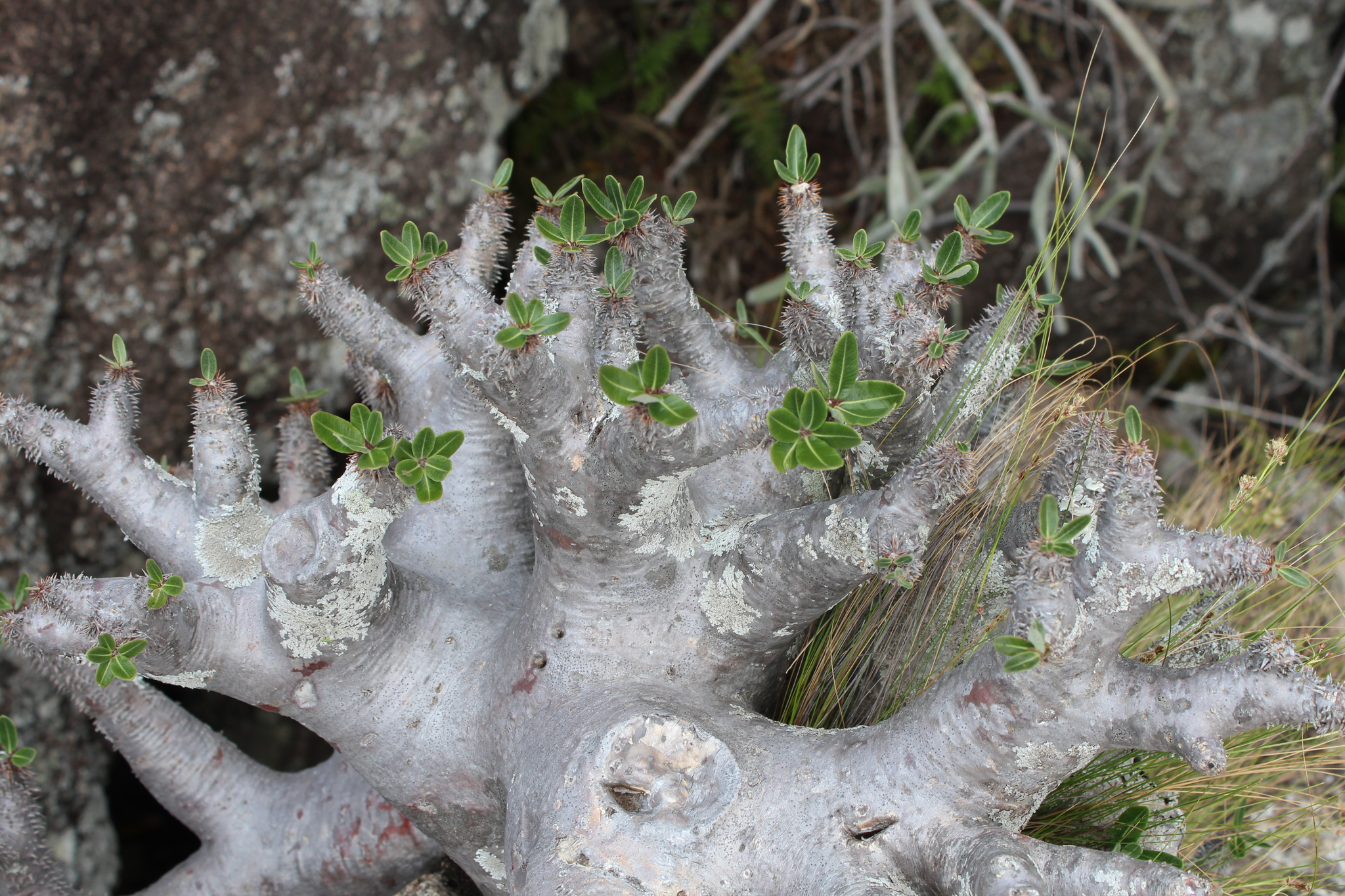
Tallo engrosado

## Distribución y hábitat

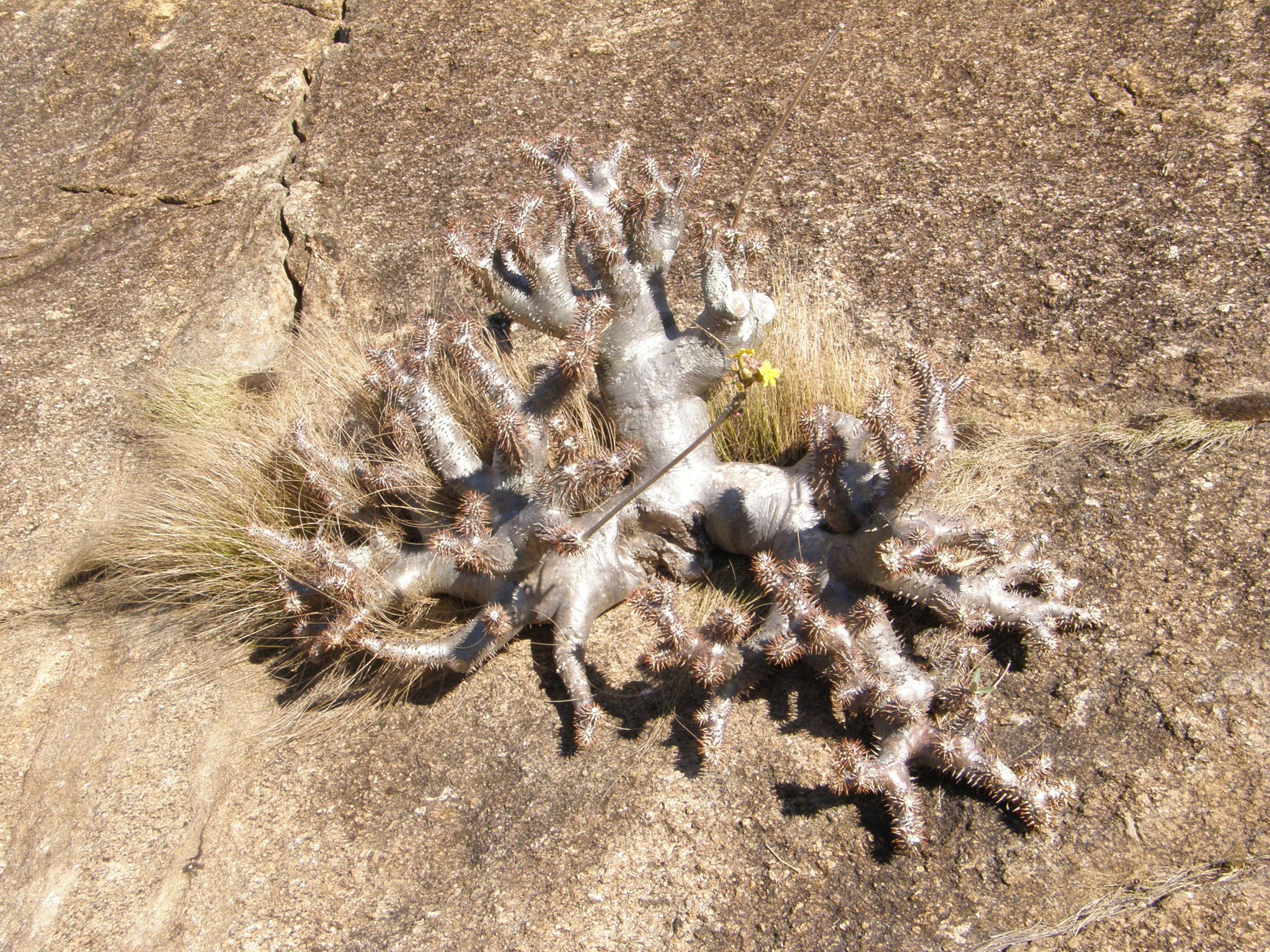
Planta en su hábitat

El área de distribución nativa de esta especie es el centro de Madagascar y crece principalmente en las grietas de las rocas del bioma desértico o de matorral seco.

## Taxonomía
Pachypodium densiflorum fue descrita por el botánico inglés John Gilbert Baker y publicada por primera vez en la revista científica Journal of the Linnean Society 22: 503 en 1887.
Etimología
- Pachypodium: nombre genérico que proviene de la combinación de dos términos del griego antiguo: pachys (que significa 'grueso') y podium (que significa 'pie' o 'base'), haciendo referencia a la característica morfología de muchas especies del género, que suelen tener troncos o tallos robustos y suculentos.
- densiflorum: epíteto específico que proviene de la combinación de dos términos latinos: densi (que significa 'denso') y florum (que deriva de flos, que significa 'flor'), haciendo referencia a que esta especie produce flores en grupos densos.[4]

## Usos
Pachypodium densiflorum se cultiva principalmente como planta ornamental.